# Pesa Gama
Die Pesa Gama ist eine von PESA Bydgoszcz entwickelte Typenfamilie elektrischer und dieselelektrischer Lokomotiven.

## Vorgeschichte
Nach dem Zweiten Weltkrieg existierten in Polen drei große Lokomotivfabriken: Fablok, Cegielski, und Pafawag. Alle Unternehmen stellten ihre Produktion in den 90er Jahren ein, wobei Pafawag für PKP zwischen 1997 und 2002 unter dem neuen Eigentümer Adtranz noch die Elektrolokomotiven der Baureihen EU11 und EU43 herstellte. Auf Grund von Finanzierungsengpässen der PKP kam es zu keiner Auslieferung.
Eine neue, in Polen produzierte elektrische Lokomotive wurde 2009 vorgestellt. Die Dragon-Lokomotive ist für den schweren Güterverkehr vorgesehen. Der Hersteller ZNLE Gliwice, der später durch Newag übernommen wurde, präsentierte während der InnoTrans 2012 die Griffin, Pesa das Konkurrenzprodukt Gama.
2001 traf Pesa die Entscheidung, sich anstelle von Instandhaltungsarbeiten verstärkt auf die Produktion von Schienenfahrzeugen zu konzentrieren.
Die erste Lokomotive aus der Gama-Familie war die 111Ed Marathon, welche durch die Teilfinanzierung des Nationalen Zentrums für Untersuchungen und Entwicklung (polnisch Narodowe Centrum Badań i Rozwoju) entstand. Die Produktion begann 2012.
Die ersten Testfahrten fanden im Oktober 2012 statt. Für eine vollständige Betriebszulassung wurden Probefahrten bei verschiedenen Verkehrsunternehmen durchgeführt. Am 10. Juli 2014 erteilte das Amt für Schienenverkehr (polnisch Urząd Transportu Kolejowego) die Betriebszulassung.
Im Juli 2014 wurde die erste Dieselversion fertiggestellt. Zehn Exemplare wurden von PKP Intercity bestellt. Im Dezember 2014 wurden Testfahrten mit Güter- und Reisezügen durchgeführt.

## Versionen
Pesa bietet mehrere Variationen an. Im Portfolio befinden sich elektrische Lokomotiven für unterschiedliche Stromsysteme, die wahlweise eine Höchstgeschwindigkeit von bis zu 200 km/h erreichen sollen.
| Typ    | Antriebsart (Dauerleistung)            | Stromsystem                                 | Bestimmung   | Höchst- geschwindigkeit |        |
| ------ | -------------------------------------- | ------------------------------------------- | ------------ | ----------------------- | ------ |
| 111DEa | diesel-elektrisch (2280 kW)            | -                                           | Güterverkehr | 140 km/h                | [ 12 ] |
| 111DEb | diesel-elektrisch (2280 kW)            | -                                           | universell   | 160 km/h                | [ 12 ] |
| 111Ea  | elektrisch (5600 kW)                   | 3 kV =                                      | Güterverkehr | 140 km/h                | [ 12 ] |
| 111Eb  | elektrisch (5600 kW)                   | 3 kV =                                      | universell   | 160 km/h                | [ 12 ] |
| 111Ec  | elektrisch (Last-Mile-Diesel)(5600 kW) | 3 kV =                                      | Güterverkehr | 140 km/h                | [ 12 ] |
| 111Ed  | elektrisch (Last-Mile-Diesel)(5600 kW) | 3 kV =                                      | universell   | 160 km/h                | [ 12 ] |
| 111Ee  | elektrisch                             | 3 kV = 15 kV, 16,7 Hz 25 kV, 50 Hz          | Güterverkehr | 140 km/h                | [ 12 ] |
| 111Ef  | elektrisch                             | 3 kV = 15 kV, 16,7 Hz 25 kV, 50 Hz          | universell   | 160 km/h                | [ 12 ] |
| 111Eg  | elektrisch (6000 kW)                   | 3 kV =                                      | Reiseverkehr | 189 km/h                | [ 12 ] |
| 111Eh  | elektrisch (6000 kW)                   | 3 kV = 15 kV, 16,7 Hz 25 kV, 50 Hz          | Reiseverkehr | 189 km/h                | [ 12 ] |
| 111MS  | elektrisch (6400 kW)                   | 1,5 kV = 3 kV = 15 kV, 16,7 Hz 25 kV, 50 Hz | Reiseverkehr | 200 km/h                | [ 13 ] |
| 111MS  | elektrisch (6400 kW)                   | 1,5 kV = 3 kV = 15 kV, 16,7 Hz 25 kV, 50 Hz | Güterverkehr | 140 km/h                | [ 13 ] |

## Bestellungen

### Übersicht
| Land                  | Besteller | Typ | Anzahl |
| --------------------- | --------- | --- | ------ |
| Polen                 |           |     |        |
| PKP Intercity         | 111Db     | 10  |        |
| Ecco Rail             | 111Ed     | 1   |        |
| Ecco Rail             | 111Eb     | 2   |        |
| Koleje Mazowieckie    | 111Eb     | 2   |        |
| Rail Capital Partners | 111Ed     | 8   |        |

### PKP Intercity
Im Jahr 2014 orderte PKP Intercity zehn Gama-Diesellokomotiven für die Strecken Ełk–Korsze, Ełk–Suwałki, Rzeszów–Zamość, Rzeszów–Zagórz, Krzyż–Gorzów Wielkopolski und Piła–Krzyż. Alle Lokomotiven sollten zum Oktober 2015 ausgeliefert worden sein. Im Mai 2015 wurden vom Auftraggeber die ersten Probefahrten absolviert. Mittlerweile werden sie auch auf dem nicht elektrifizierten Abschnitt Bialystok–Mockava der internationalen Verbindung Kraków–Vilnius eingesetzt.

### Koleje Mazowieckie
Am 15. April 2014 unterschrieben die Masowischen Eisenbahnen ein Vertrag, der die Lieferung von 22 Doppelstockwagen samt zwei Elektrolokomotiven des Typs Gama (111Eb) vorsieht. Genauer wurden 20 Mittelwagen, zwei Steuerwagen sowie zwei Lokomotiven mit einer Dauerleistung von 5600 kW und einer Höchstgeschwindigkeit von 160 km/h bestellt.

### Ecco Rail
Am 8. Juli 2015 erwarb Locomotiv den Prototyp und erhielt im Jahr 2016 zwei weitere Lokomotiven des Typs 111Eb.

### Rail Capital Partners
Am 16. Mai 2016 wurde die Lieferung von acht Lokomotiven (111Ed) durch den staatseigenen Polnischen Fonds für Entwicklung (vergleichbar mit der KfW) in Auftrag gegeben. Die Bestellung ist für das eigens dafür gegründete Leasingunternehmen Rail Capital Partners vorgesehen, dessen Anteile sich auf Hersteller (51 %) und Fonds (49 %) unterteilen.

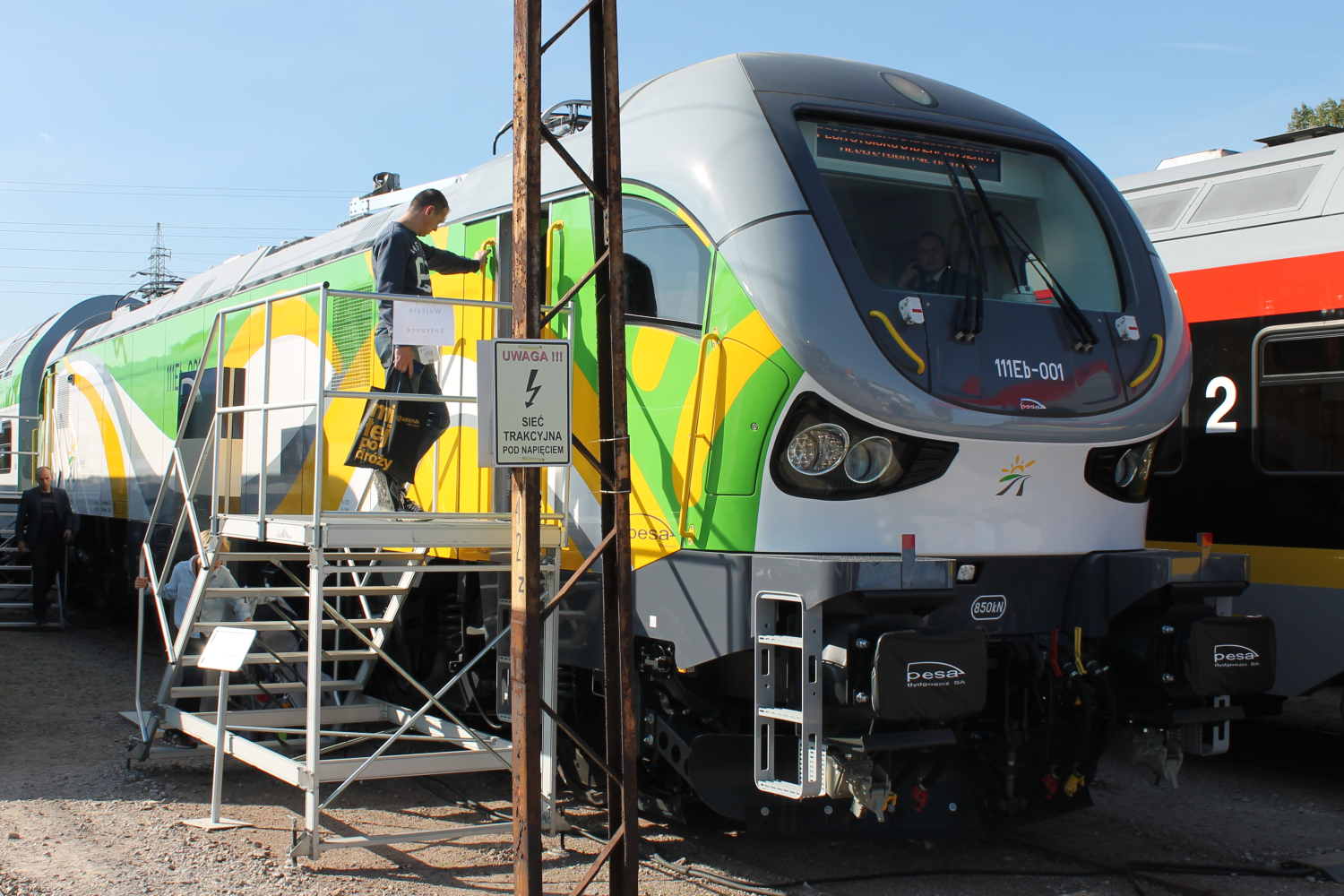
Gama für die Koleje Mazowieckie
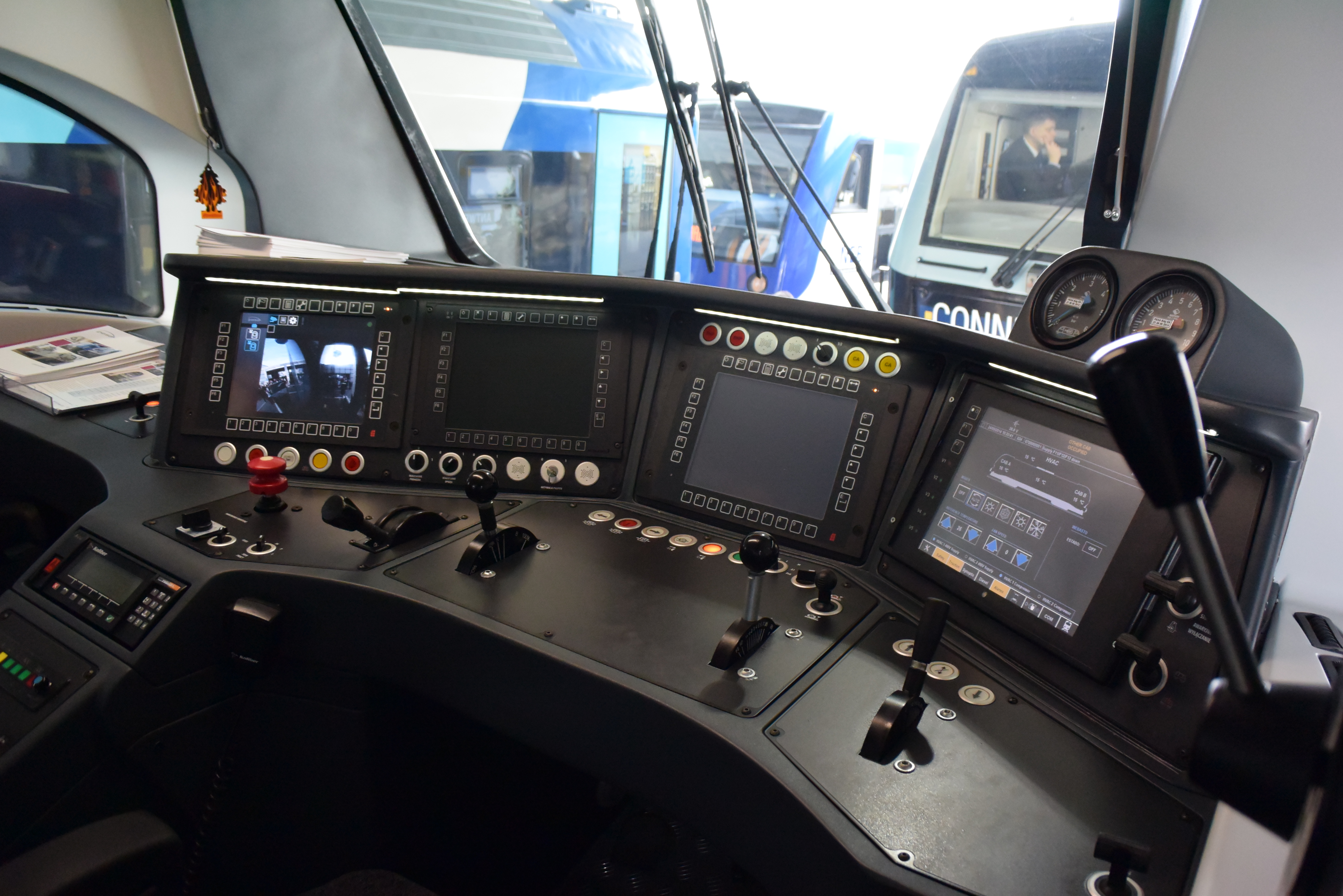
Führerstand einer Lokomotive für PKP Intercity
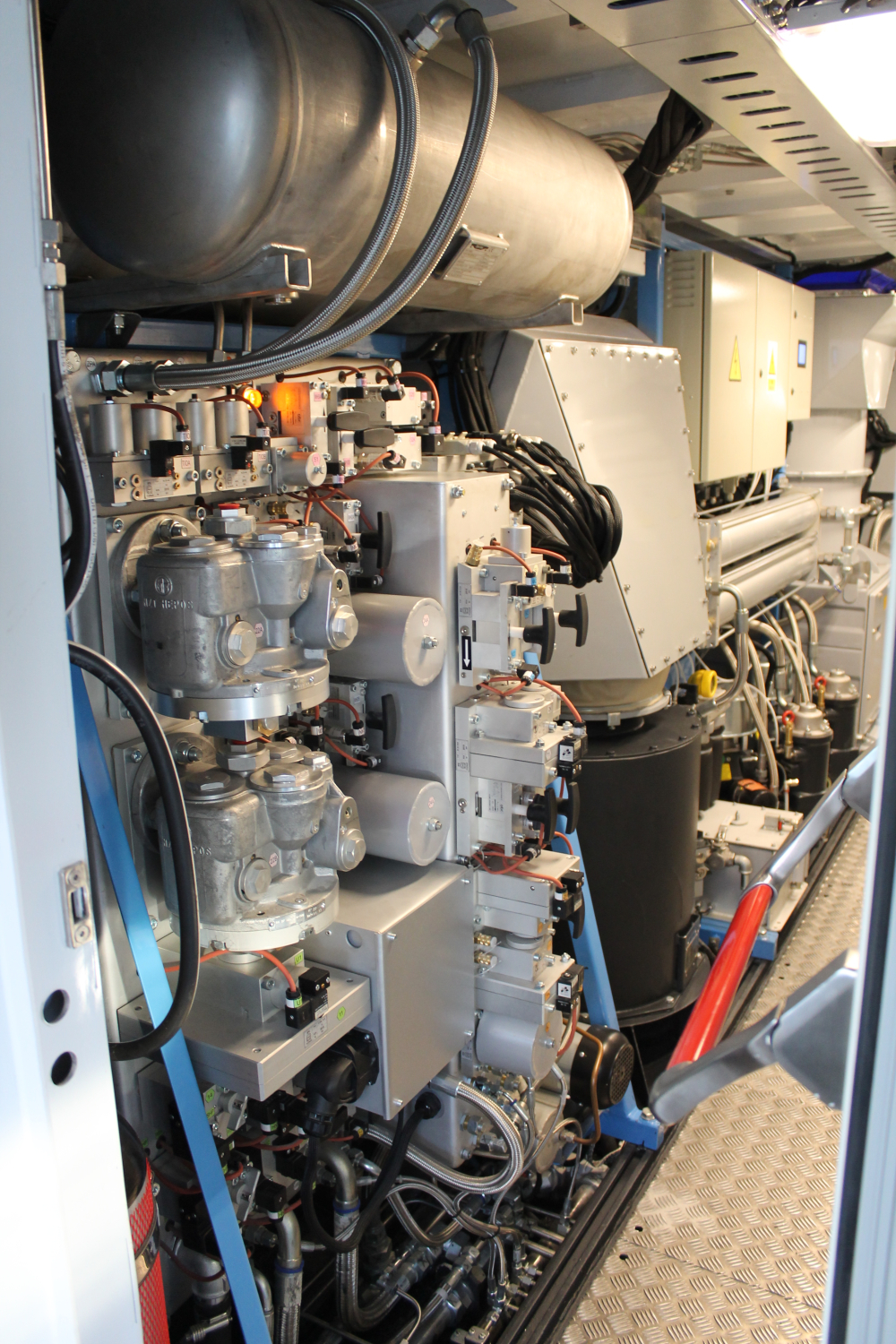
Maschinenraum
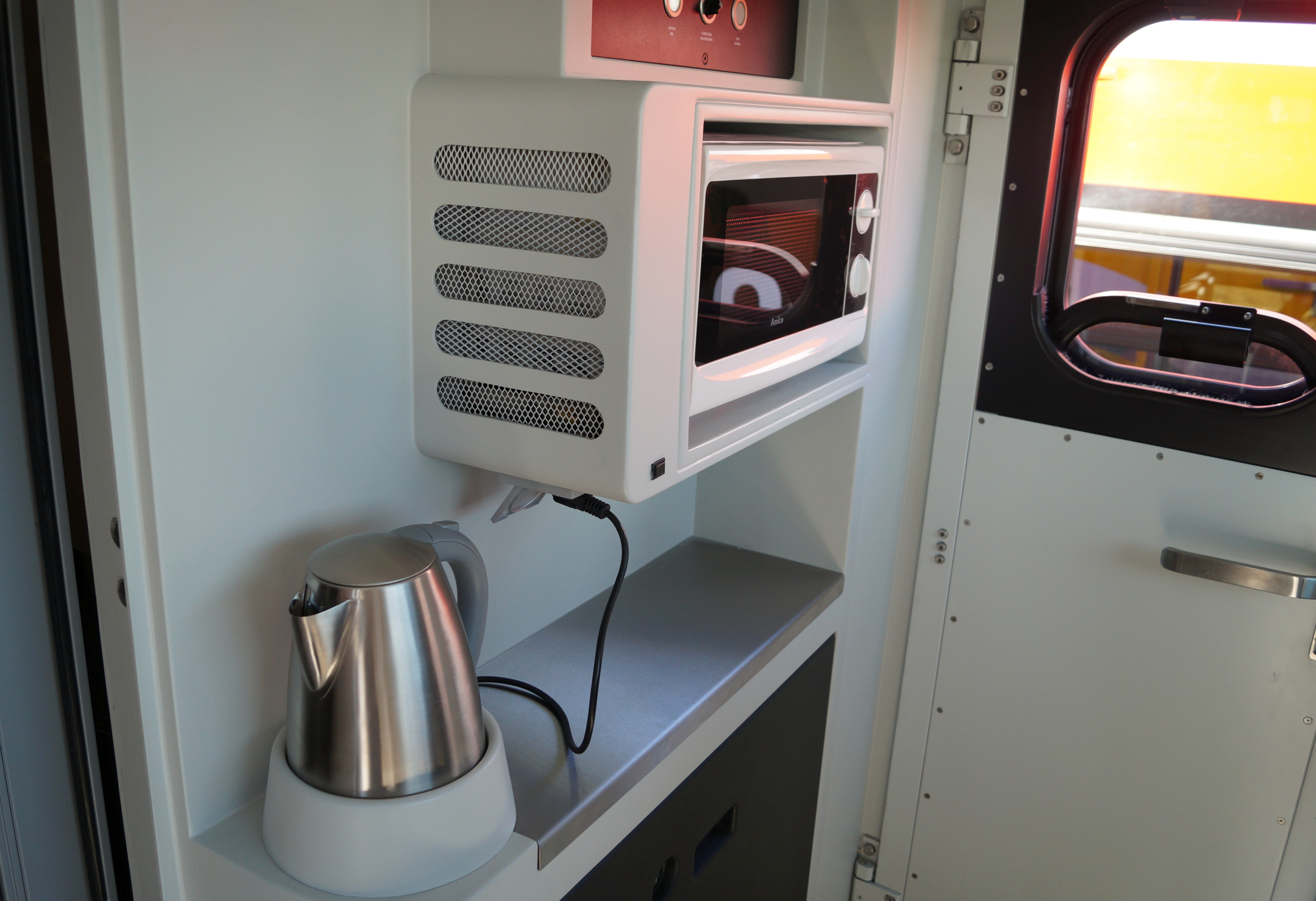
Mikrowellenherd und Wasserkocher im Führerstand